# Chiriwanos
Los Chiriwanos de Huancané son una danza tradicional de carácter guerrero originaria de la provincia de Huancané, en el departamento de Puno, Perú. Se ejecuta únicamente por varones y combina música con coreografías que evocan enfrentamientos rituales. Forma parte del patrimonio cultural local y es representada anualmente en concursos organizados por comunidades y autoridades locales.

## Origen
Existen diversas interpretaciones sobre el origen del término "Chiriwanos". Una de ellas refiere a un grupo que habría enfrentado a los incas por el control territorial del altiplano andino, según una lectura recogida por Garcilaso de la Vega. Aunque esta versión ha sido cuestionada por otros historiadores, persiste como elemento simbólico en la identidad huancaneña.
Durante el siglo XIX y hasta mediados del siglo XX, se tiene registro de que la danza de los Chiriwanos incluía enfrentamientos físicos formales entre parcialidades locales, realizados al amanecer en zonas altas, especialmente en los días previos al 3 de mayo. En estos encuentros se utilizaban objetos como palos o zurriagos. Un caso documentado ocurrió el 3 de mayo de 1945, cuando un enfrentamiento entre las parcialidades de Canraya y Cacajachi en la localidad de Tintaya culminó con la muerte de un participante.

## Descripción

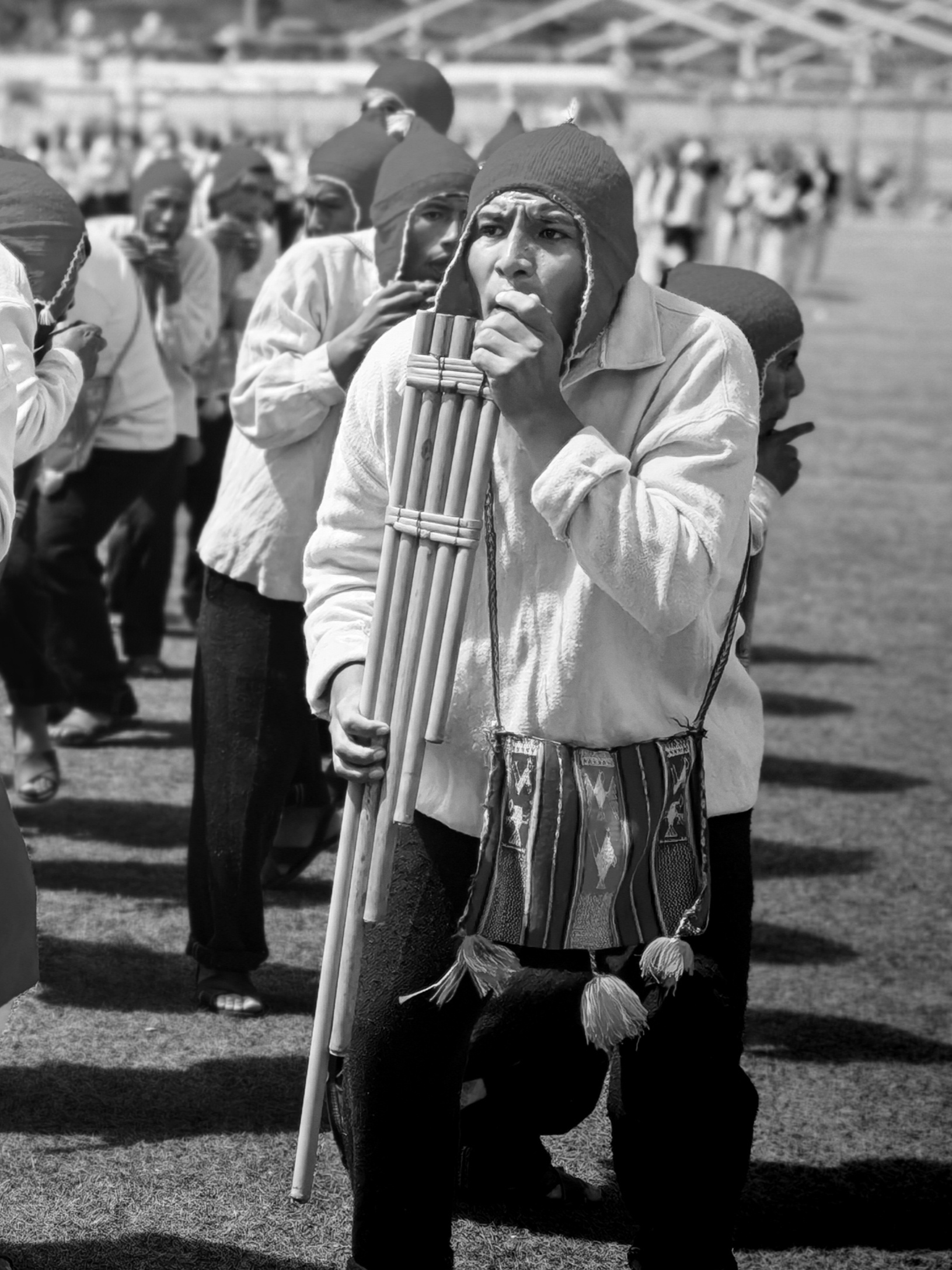
Chiriwano haciendo resonar el siku

La danza es interpretada exclusivamente por varones jóvenes, quienes conforman agrupaciones de entre 12 y 30 personas. Los participantes visten chaquetas negras, pantalones de bayeta blanca, chalecos de colores (rojo, negro o verde) y chullos rojos o negros. La coreografía incluye desplazamientos laterales rápidos, gestos de provocación y movimientos sincronizados. En algunos casos, se incorporan gritos y sonidos vocales durante la ejecución.
Actualmente, los encuentros entre agrupaciones de Chiriwanos tienen un carácter festivo. Se realizan como parte de concursos organizados por comunidades y por la Municipalidad Provincial de Huancané en el marco de celebraciones como la festividad de la Santísima Cruz de Mayo.

## Música
Los Chiriwanos utilizan exclusivamente sikus o zampoñas como instrumentos musicales. A diferencia de otros estilos de sikuris del altiplano, no emplean instrumentos de percusión como el bombo. Esto produce una sonoridad centrada en frecuencias medias y agudas. La estructura musical se basa en tres tipos de siku: tayka (octava baja), ankuta (octava media) y chili (octava aguda), que conforman una organización en tres voces. Cada grupo de sikus se divide en pares complementarios conocidos como Arca e Ira, los cuales permiten una ejecución melódica intercalada.
La afinación de los sikus no responde al sistema temperado occidental, lo que genera una sonoridad percibida como cercana a la desafinación, pero que mantiene coherencia dentro de una escala diatónica mayor. Además, el uso de técnicas de soplo con armónicos genera una textura sonora característica, descrita como rasposa o granulada.

## Contexto actual
Los concursos de danzas de los Chiriwanos se realizan anualmente en Huancané durante el mes de mayo. Algunas de las agrupaciones más conocidas son los Chiriwanos de Santiaguillo, Tilitili y Koila, cuyos nombres hacen referencia a los centros poblados de origen.
La danza es parte del repertorio de expresiones culturales reconocidas en la región. El escudo provincial de Huancané incluye representaciones gráficas de zampoñas y el municipio ha empleado la denominación de “capital del sikuri” en documentos oficiales.